# João Cardoso
João Soares Cardoso (Sacavém, 27 settembre 1951) è un ex calciatore portoghese, di ruolo difensore.

## Carriera

### Club
Trascorse l'intera carriera giocando nel campionato portoghese.

### Nazionale
Ha collezionato 8 presenze con la nazionale portoghese.

## Palmarès

### Club

#### Competizioni internazionali
- Coppa Piano Karl Rappan: 1

Belenenses: 1975